# Les Méridiens du Pacifique
Les Méridiens du Pacifique, (russe : Меридианы Тихого) est un festival international de cinéma, créé en 2003, qui se tient chaque année en septembre dans le kraï du Primorié, à Vladivostok et sur l'île Rousski.
Il a pour vocation de présenter des œuvres en provenance des pays de l'océan Pacifique : y sont sélectionnés des films réalisés en Asie (y compris de la Corée du Nord), Océanie, Amérique, ainsi qu'en Russie européenne.

## Palmarès: principaux prix
| Année | Grand Prix                                                 | Meilleur réalisateur                                 | Prix spécial du jury                          |
| ----- | ---------------------------------------------------------- | ---------------------------------------------------- | --------------------------------------------- |
| 2003  | Jiburo de Lee Jeong-hyang                                  | Vadim Abdrachitov pour Tempêtes magnétiques          | ---                                           |
| 2004  | Printemps, été, automne, hiver… et printemps de Kim Ki-duk | Pen-Ek Ratanaruang pour Last Life in the Universe    | All Tomorrow's Parties de Yu Lik-wai          |
| 2005  | Días de Santiago de Josué Méndez                           | Svetlana Proskourina pour Accès à distance (ru)      | Kekexili, la patrouille sauvage de Lu Chuan   |
| 2006  | L'Errant de Sergueï Karandachov                            | Zhang Yuan pour Les Petites Fleurs rouges            | La Sagrada Familia (es) de Sebastián Lelio    |
| 2007  | Getting Home de Zhang Yang                                 | Kaori Momoi pour Faces of a Fig Tree                 | À chacun sa chacune de Taika Waititi          |
| 2008  | Frozen de Shivajee Chandrabhushan                          | Brillante Mendoza pour Serbis                        | Le Ring d'Anaïs Barbeau-Lavalette             |
| 2009  | Breathless de Yang Ik-joon                                 | Sean S. Baker pour Prince of Broadway                | Firaaq de Nandita Das                         |
| 2010  | The Taqwacores d'Eyad Zahra                                | Alekseï Fedortchenko pour Le Dernier Voyage de Tanya | One Day de Hou Chi-jan                        |
| 2011  | Toomelah d'Ivan Sen                                        | Jie Han pour Mr. Tree                                | My father de Pimpaka Towira                   |
| 2012  | People Mountain People Sea de Cai Shangjun                 | William Vega pour La Sirga                           | P-047 de Kongdej Jaturanrasamee               |
| 2013  | Ilo Ilo d'Anthony Chen                                     | Diego Quemada-Díez pour Rêves d'or                   | Shopping de Mark Albiston et Louis Sutherland |
| 2014  | Still the Water de Naomi Kawase                            | Ivan Tverdovski pour Classe à part                   | Le Sang d'Alina Roudnitskaia                  |
| 2015  | Frère Deyan (sr) de Bakour Bakouradzé                      | Jun Lana pour Shadow Behind the Moon                 | L'Étreinte du serpent de Ciro Guerra          |
| 2016  | Life After Life de Zhang Hanyi                             | Yoshiyuki Kishi pour Double Life                     | Je sais tricoter de Nadejda Stepanova         |